# چی جنوبی
چی، که در تاریخ‌نگاری به نام چی جنوبی (چینی ساده شده: 南齐؛ چینی سنتی: 南齊؛ پینیین: Nán Qí یا چینی ساده شده: 南朝齐؛ چینی سنتی: 南朝齐؛ پین‌یین: Nán Cháo Qí) یا چینی Xiao Qi (ساده‌شده چینی) شناخته می‌شود. 萧齐 سنتی چینی:蕭齊 پینیین: Xiāo Qí یک سلسله امپراتوری چین و دومین سلسله از چهار سلسله جنوبی در دوران سلسله‌های شمالی و جنوبی بود. پس از سلسله لیو سونگ، دودمان لیانگ جانشین آن شد، دولت اصلی در شمال آن وی شمالی بود.
این سلسله در سال ۴۷۹ آغاز شد، زمانی که شیائو دائوچنگ امپراتور شون لیو سونگ (宋顺帝) را مجبور کرد تا تاج و تخت را به او واگذار کند، لیو سانگ پایان داد و چی جنوبی را به عنوان امپراتور گائو آغاز کرد. نام این سلسله از فیوف شیائو گرفته شده است که تقریباً همان قلمرو پادشاهی چی در دوران جنگ را اشغال می‌کرد. کتاب چی به این موضوع اشاره نمی‌کند که آیا شیائو با خاندان جیانگ یا خاندان تیان، دو سلسله‌ای که قبلاً بر آن پادشاهی حکومت می‌کردند، نسبت خونی داشت یا نه.
در طول تاریخ ۲۳ ساله خود، این سلسله تا حد زیادی پر از بی‌ثباتی بود، زیرا پس از مرگ امپراتور توانا گائو و امپراتور وو، نوه امپراتور وو شیائو ژائوی (萧昭业) توسط امپراتور وو باهوش اما ظالم و مشکوک به قتل رسید. 萧鸾)، که به عنوان امپراتور مینگ، و به اجرای اعدام‌های گسترده پسران امپراتور گائو و امپراتور وو، و همچنین مقاماتی که او مشکوک به توطئه علیه او بودند، ادامه داد.
خودسری این اعدام‌ها پس از جانشینی امپراتور مینگ توسط پسرش شیائو بائوجوان تشدید شد که اقدامات او باعث شورش‌های متعددی شد که آخرین آنها توسط ژنرال شیائو یان (萧衍) منجر به سقوط جنوب چی و جانشینی سلسله لیانگ شیائو یان شد.
در سال 479، پس از اینکه شیائو دائوچنگ تاج و تخت لیو سونگ را غصب کرد، امپراتور وی شمالی به بهانه نصب لیو چانگ، پسر امپراتور ون از لیو سونگ که از سال 465 پس از میلاد در وی در تبعید بود، آماده حمله شد. نیروهای وی شروع به حمله به شویانگ کردند اما نتوانستند شهر را تصرف کنند. چی‌های جنوبی شروع به تقویت پایتخت خود، جیان‌کانگ کردند تا از حملات بعدی وی جلوگیری کنند. محاصره ها و درگیری های متعدد تا سال 481 انجام شد، اما جنگ شاهد هیچ کارزار بزرگی نبود. پیمان صلح در سال 490 با امپراتور وو امضا شد.